# Mednarodna standardna oznaka imena
Mednarodna standardna oznaka imena (ISNI; International Standard Name Identifier) je identifikator, ki je dodeljen posameznemu ustvarjalcu in je veljavna za vse oblike njegovih aktivnosti. Oznaka ISNI zagotavlja, da se lahko v verigi trgovske dobave, v knjižnicah, v znanstvenem publiciranju in v kolektivnih organizacijah ustvarjalci z identičnimi ali s podobnimi imeni (ne glede na pisavo, v kateri so zapisani) med seboj razločujejo. 
- Uradno spletno mesto

[[Kategorija:Mednarodni s